# Thembelihle
Thembelihle es un municipio local sudafricano situado en el distrito de Pixley ka Seme, en la provincia de Cabo Septentrional.

## Superficie
Thembelihle tiene una superficie de 8023 km².

## Demografía
En 2022, tenía 22 542 habitantes, una densidad poblacional de 2,81 hab./km², y 5211 viviendas.